# Pee Wee Bluesgang
Die Pee Wee Bluesgang (PeeWees) ist eine sechsköpfige Gruppe aus Deutschland, die Bluesrock spielt.
Im Jahr 1977 in Iserlohn gegründet, traten die Pee Wees mit vorwiegend eigenen Stücken auf. Ihre Mitglieder waren der Sänger und Frontman Richard Hagel, der Gitarrist Thomas Hesse, der Bassist Heribert Grothe; am Schlagzeug saß Martin Siehoff und das Saxophon spielte Karlos Boes.

## Bandgeschichte
Ihren ersten Auftritt hatte die Band in der Balver Höhle bei einem Jazzfestival.
Sänger und Keyboarder war während der ersten zwei Jahre Reiner Hänsch von der Band Zoff. 1979 verließ Hänsch die PeeWees und Richard Hagel wurde Sänger. Am Keyboard saß nun Stefan Janke, welcher aber die Band bereits nach kurzer Zeit wieder verließ – nach einem Gig im Onkel Pö in Hamburg.
1980 mussten Piano-Spuren des damaligen Studio-Albums noch aufgenommen werden, wofür dann der Hamburger Keyboarder Thomas Waßkönig einsprang – zumal das Rehearsal der Plattenfirma für das Album unmittelbar bevorstand und Zeitnot herrschte. Nach diesen Aufnahmen, welche Richard Hagel und Hesse sehr gefielen, wurde Waßkönig von 1980 bis 1984 fester Bestandteil der Band, danach wechselte er (zurück) zu der Band Grobschnitt.
Zwei Jahre nach ihrer Gründung erschien die erste LP. Durch Teilnahme an Open-Air-Konzerten im Ausland wurde die Band über die Grenzen von Deutschland hinaus bekannt. Es gab Tourneen unter anderem zusammen mit Chicken Shack, Canned Heat, Jack Bruce und den Stray Cats. 1980 durfte man in Polen auftreten. Im Jahr danach spielte die Pee Wee Bluesgang im Rockpalast des WDR in Köln.
Anfang der 1980er Jahre waren die PeeWees auch Begleitband von Drafi Deutscher bei Live-Konzerten.
Seit Mitte der 1990er Jahre ersetzte das Saxophon dann das Keyboard.
Am 31. Dezember 2008 löste sich die Gruppe, die bis dahin 15 Alben herausgebracht hatte, auf.
2010 feierte die Band ihr Comeback. Seitdem spielen die PeeWees in geänderter Besetzung. Andreas Müller ersetzte Heribert Grothe an der Bass-Gitarre. Neu hinzugekommen am Keyboard ist Nico Kozuschek.

## Diskografie
- „Our Blue Side“ (1979 – LP/CD)
- „Live im Jovel“ (1980 – LP)
- „Bootlegged in Hamburg“ (1981 – LP/CD)
- „Red Socks“ (1982 – LP)
- „Absolutely Live“ (1983 – LP)
- „Cool Man's Burning“ (1985 – LP/CD)
- „A Soft Suicide“ (1987 – LP)
- „Jaguar and Thunderbird“ (1990 – LP/CD)
- „Parade of Progress“ (1992 – CD)
- „Pretenders in Paradise“ (1995 – CD)
- „Adoring the Blues“ (1997 – CD)
- „Bombay Eyes“ (1999 – CD)
- „Blood, Sweat & Tears“ (2001 – CD)
- „Live Volume 2 Directors Cut“ (2002 – CD)
- „Peewee Bluesgang & Friends“ (2004 – CD)
- „Back on the Road Again“ (2010 – CD)
- „Boudoir de Luxe“ (2011 – CD)
- „Bootlegged in Balve“ (2016 – CD)

## Weblink
- Homepage der Pee Wee Bluesgang